# 風の教会

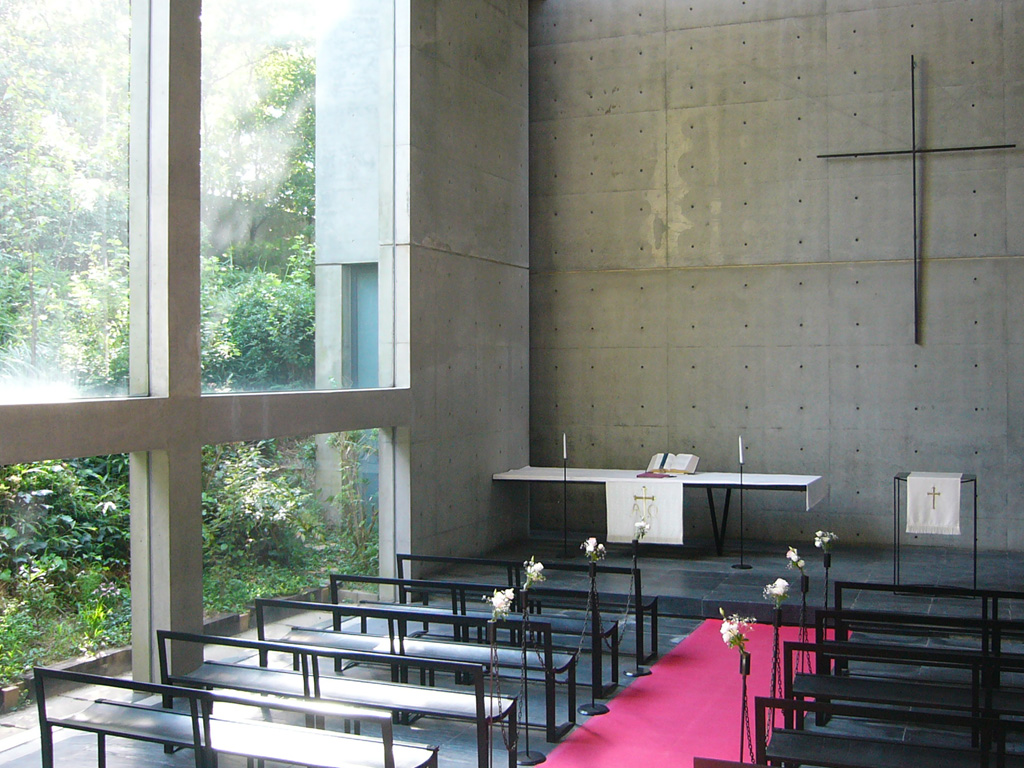
礼拝堂

風の教会（かぜのきょうかい）は、兵庫県神戸市灘区の六甲山上にある教会堂。所在地から六甲の教会とも呼ばれる。竣工は1986年、設計は後年（1996年）国際教会建築賞を受賞する安藤忠雄が手掛けた。

## 建築概要
- 設計 - 安藤忠雄
- 竣工 - 1986年
- 構造 - 鉄筋コンクリート構造
- 受賞 - 1987年度 毎日芸術賞

当初は六甲山中腹の六甲オリエンタルホテルの庭園内に位置していた。素材を生かした簡素な建物で、礼拝堂へ続くコロネードにはガラスが、堂内の十字架はRCフレームが用いられている。礼拝堂内の一番後ろには小さなオルガンがある。コンクリート打ちっぱなしの小さな礼拝堂内であることもあり、非常に強い音の反響がある。

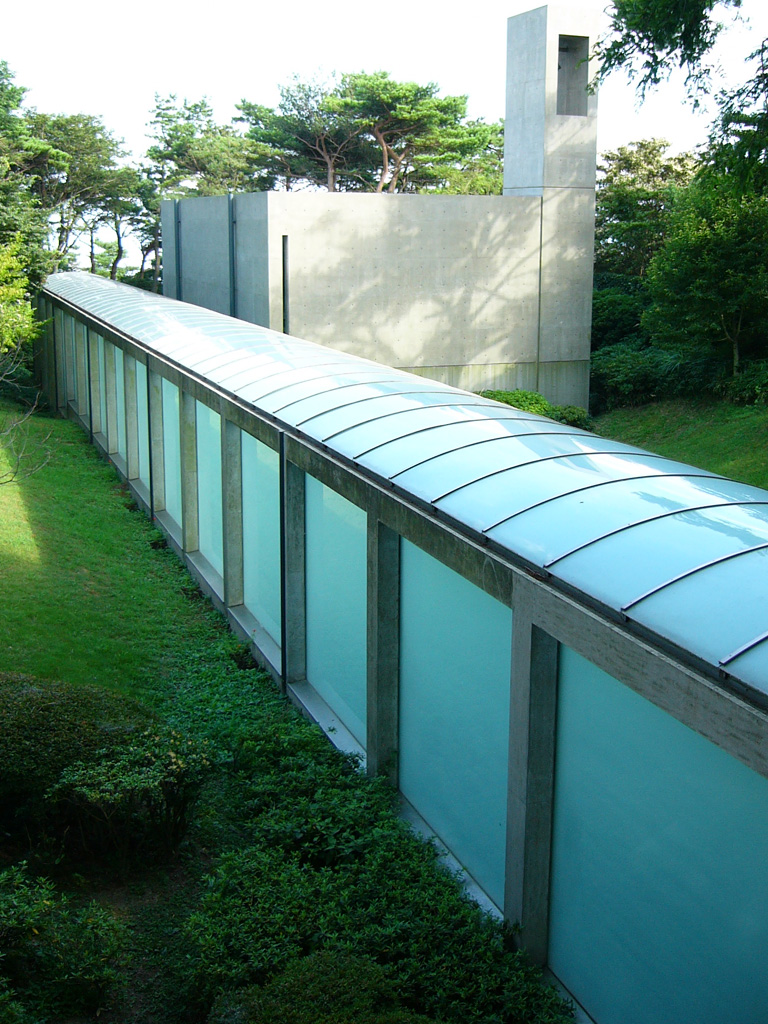
外観
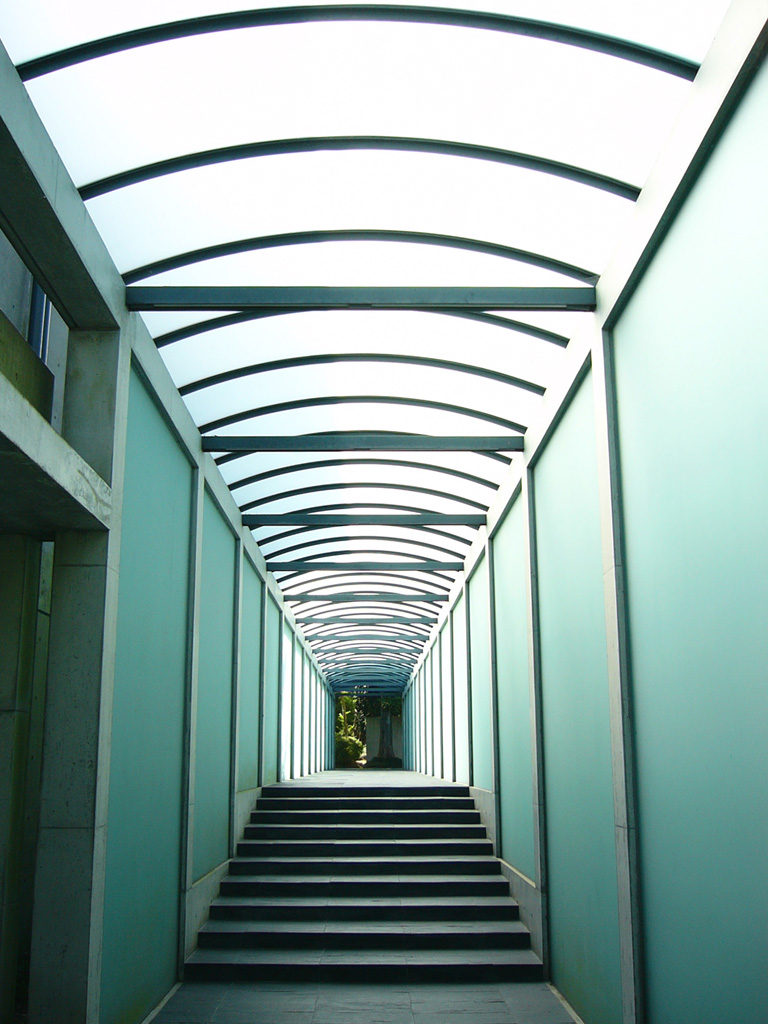
アプローチ
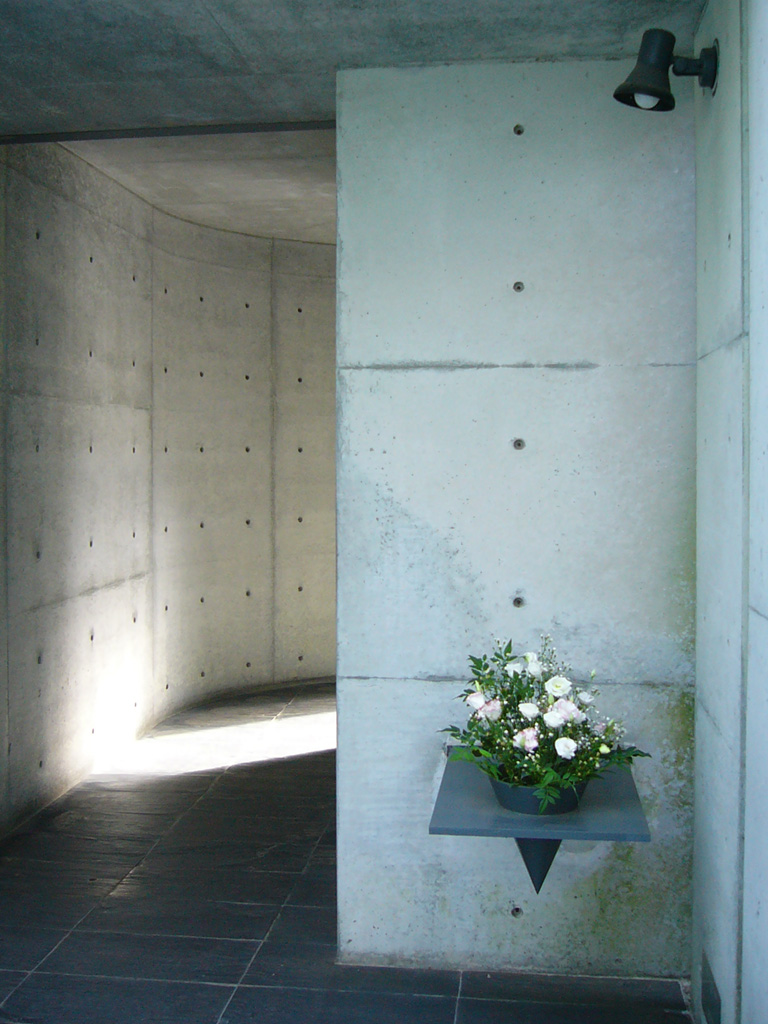
礼拝堂入口

## 見学について
以前は自由に見学できたが、六甲オリエンタルホテルが2007年6月15日限りで営業を終了したため、当分見学は出来なくなった。
2015年秋に六甲山上の観光施設を会場として開催された現代アートの祭典「六甲ミーツ・アート 芸術散歩2015」では、風の教会内に作品が展示され、内部を見学できた。この催しはその後も定期的に行われているので、この催しが一般人が風の教会を見学できる最も手軽な方法である。
その他の時期の建築作品としての見学については「要問合せ」となっている。

## 現況
六甲オリエンタルホテルの本館をはじめとする施設は2017年夏に解体が始まり、2017年11月現在はほぼ更地になっているが、風の教会は解体対象から外されそのまま姿をとどめている。その後2018年に改修工事が行われ、現在は単独の貸しホールとなっており、結婚式のほか、パーティーや会議、展示会などの用途に使われている。かつてはホテル側から出入りしたが、現在の出入り口は旧バス道から天狗岩駅跡に少し入ったところにある。

## 所在地
- 兵庫県神戸市灘区六甲山町西谷山1878
- 北緯34度45分23秒 東経135度14分44秒 / 北緯34.75639度 東経135.24556度

## 交通
- 六甲ケーブル六甲山上駅から徒歩20分。なお、施設の利用者は六甲山上駅などから要予約で送迎バスがある。
  - 旧六甲オリエンタルホテル経由の定期バスは、現在は運行されていない。